# Ben Birchall
Ben Birchall (* 21. Januar 1977 in Mansfield) ist ein britischer Motorradrennfahrer, der im Seitenwagenrennsport aktiv ist.

## Leben und Wirken

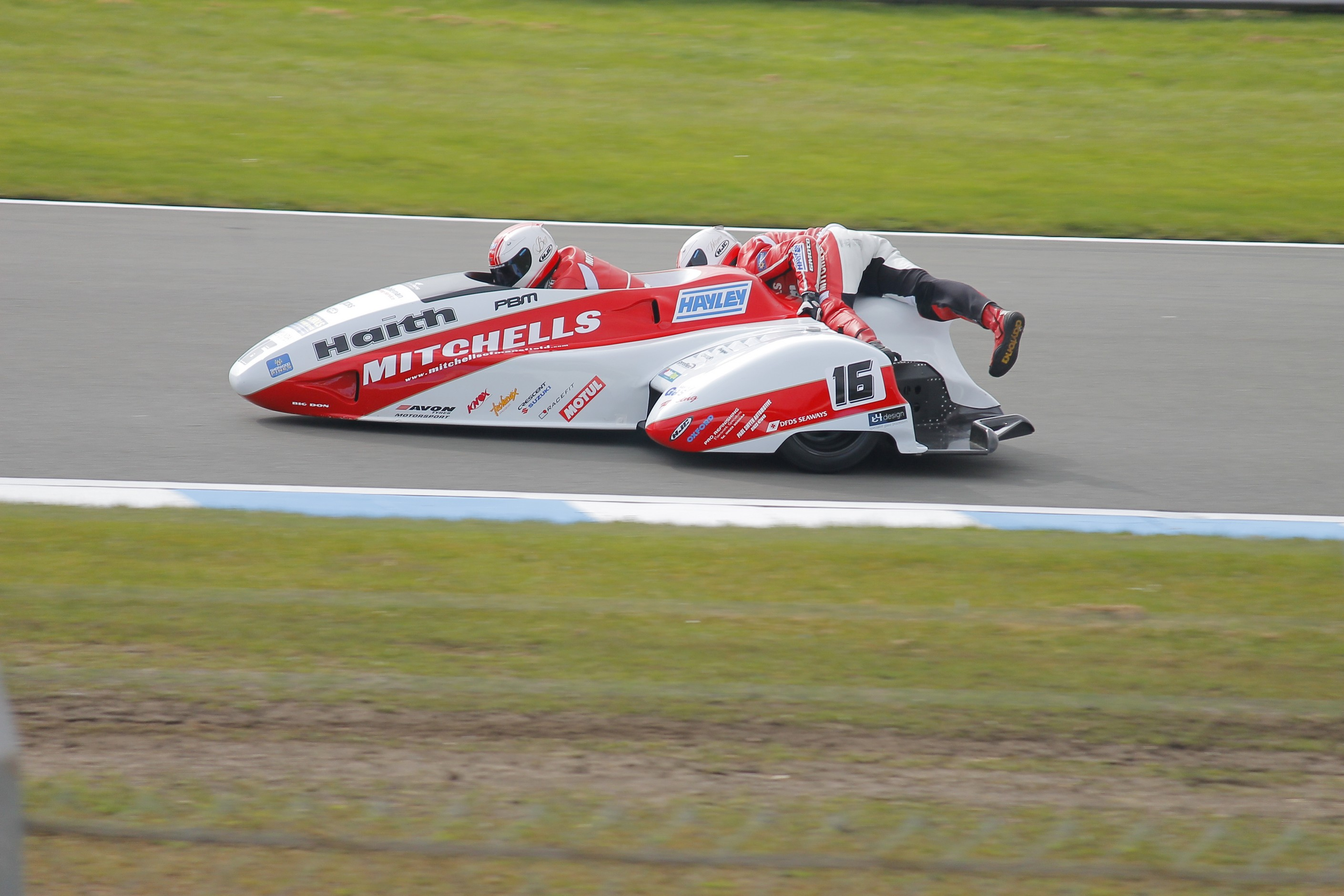
Die Gebrüder Birchall 2015 beim Rennen im Donington Park

Ben Birchall tritt als Pilot seit 1999 sowohl in der nationalen britischen als auch der FIM-Weltmeisterschaft für Gespanne an – seit 2003 mit seinem Bruder Tom (* 23. Dezember 1986) als Beifahrer, mit dem er seine bisher größten Erfolge, unter anderem den Weltmeistertitel, erzielte. Die Gebrüder fahren immer wieder in den nationalen und internationalen Meisterschaften Podiumsplätze ein, konnten ihren Erfolg von 2009 bisher jedoch nicht wiederholen. 2014 erlitten sie bei der Isle of Man TT einen schweren Unfall, von dem sie sich im Folgejahr mit einem Doppelsieg erfolgreich zurückmelden konnten.
Die Brüder traten in der Vergangenheit mit einem eigenen Team mit Gespann von LCR an. In der Saison 2016 starteten sie für das Team Mansfield, ebenfalls mit LCR. 2017 stellten die Geschwister in ihrer Rennklasse einen neuen Rundenrekord bei der Tourist Trophy mit 117,119 mph (188,48 km/h) auf den sie im Folgejahr nochmals verbessern und den Kurs in der Zeit von 19:04,353 Minuten befuhren – sie lagen damit etwa 13 Sekunden vor dem restlichen Feld.
Im zweiten Rennen der TT 2018 verbesserten Ben und Tom Birchall den Rundenrekord auf 18:59,018 Minuten und eine Durchschnittsgeschwindigkeit von 119,250 mph (191,91 km/h). Damit umrundeten sie den Kurs als erstes Gespann in unter 19 Minuten.

## Statistik

### Erfolge
- 2009 – Seitenwagen-Weltmeister auf LCR-Suzuki mit Beifahrer Tom Birchall
- 2016 – F2-Seitenwagen-Weltmeister auf LCR-Honda mit Beifahrer Tom Birchall
- 2017 – Seitenwagen-Weltmeister auf LCR-Yamaha mit Beifahrer Tom Birchall
- 2018 – Seitenwagen-Weltmeister auf LCR-Yamaha mit Beifahrer Tom Birchall

### Isle-of-Man-TT-Siege
| Jahr | Klasse                               | Beifahrer    | Maschine | Durchschnittsgeschwindigkeit |
| ---- | ------------------------------------ | ------------ | -------- | ---------------------------- |
| 2013 | Sidecar (Gespanne, 600 cm³) Rennen 2 | Tom Birchall | LCR      | 114,387 mph (184,088 km/h)   |
| 2015 | Sidecar (Gespanne, 600 cm³) Rennen 1 | Tom Birchall | LCR      | 115,770 mph (186,314 km/h)   |
| 2015 | Sidecar (Gespanne, 600 cm³) Rennen 2 | Tom Birchall | LCR      | 116,259 mph (187,101 km/h)   |
| 2016 | Sidecar (Gespanne, 600 cm³) Rennen 2 | Tom Birchall | LCR      | 115,658 mph (186,134 km/h)   |
| 2017 | Sidecar (Gespanne, 600 cm³) Rennen 1 | Tom Birchall | LCR      | 116,027 mph (186,727 km/h)   |
| 2017 | Sidecar (Gespanne, 600 cm³) Rennen 2 | Tom Birchall | LCR      | 115,760 mph (186,298 km/h)   |
| 2018 | Sidecar (Gespanne, 600 cm³) Rennen 1 | Tom Birchall | Honda    | 117,987 mph (189,882 km/h)   |
| 2018 | Sidecar (Gespanne, 600 cm³) Rennen 2 | Tom Birchall | Honda    | 118,281 mph (190,355 km/h)   |
| 2019 | Sidecar (Gespanne, 600 cm³) Rennen 1 | Tom Birchall | LCR      | 118,317 mph (190,413 km/h)   |
| 2019 | Sidecar (Gespanne, 600 cm³) Rennen 2 | Tom Birchall | LCR      | 118,317 mph (190,413 km/h)   |
| 2022 | Sidecar (Gespanne, 600 cm³) Rennen 1 | Tom Birchall | LCR      | 118,558 mph (190,801 km/h)   |
| 2022 | Sidecar (Gespanne, 600 cm³) Rennen 2 | Tom Birchall | LCR      | 117,429 mph (188,984 km/h)   |
| 2023 | Sidecar (Gespanne, 600 cm³) Rennen 1 | Tom Birchall | LCR      |                              |
| 2023 | Sidecar (Gespanne, 600 cm³) Rennen 2 | Tom Birchall | LCR      |                              |

## Verweise